# گی دو لوژه
گی دو لوژه (فرانسوی: Guy de Luget‎; ۲ فوریهٔ ۱۸۸۴ – ۲۲ سپتامبر ۱۹۶۱) شمشیرباز اهل فرانسه بود.
وی در مسابقات کشوری و بین‌المللی در مجموع برندهٔ ۱ مدال طلا شده‌است.